# Castello Malvasia
Das Castello Malvasia ist eine Burg aus dem 16. Jahrhundert im Ortsteil Panzano der Gemeinde Castelfranco Emilia in der italienischen Region Emilia-Romagna. Sie liegt an der Via Nino Bixio 15.

## Geschichte

### Ursprünge
Die Burg ließ im 16. Jahrhundert die Adelsfamilie Malvasia auf den Resten einer mittelalterlichen Siedlung errichten. Die Familie war 1496 aus Modena zugezogen und wurde Eigentümer des Gebietes von Panzano.

### 16. und 17. Jahrhundert
Erstmalig urkundlich erwähnt wurde die Burg, als Monsignore Innocenzo Malvasia, der die Anlage zusammen mit seinen Brüdern Ercole und Giulio von seinem Vater Comelio geerbt hatte und 1593 auch den Anteil seines Bruders Giulio erbte, 1599 mit den Bauarbeiten beginnen ließ. Es entstand im Kern ein Bauernhof mit Wohntrakt im Stil der Renaissance. Innocenzo Malvasia ließ zunächst das gesamte Gebiet umstrukturieren, indem er den Lauf des Canal Torbido begradigen ließ, der von da an östlich der Mauern verlief und an dem eine Mühle stand, zuerst ins Innere der Burg in den zweiten Hof und dann in seine heutige Position auf der Südseite. Später wurde er nach Rom berufen, um dort seine Pflichten als Geistlicher zu erfüllen; als Prälat erschien er nach 1600 nur noch sporadisch in Panzano und beauftragte seine Schwester Isabella mit dem Umbau der Burg. Als Erstes wurde der Wohnbereich des Eigentümers am Canal Torbido fertiggestellt und danach ein Turm gebaut, vermutlich der südliche, dessen Bauarbeiten 1612 abgeschlossen wurden. Die wichtigste Phase des Baus aber war 1609 abgeschlossen, auch wenn die Arbeiten bis zum Tod Innocenzo Malvasias 1612 fortgeführt wurden. Dann übernahm sein Bruder Ercole, der mit der Ausführung der Innendekorationen dem Bau einen neuen Impuls gab, insbesondere in der Kapelle, in der er seinen Bruder Innocenzo porträtieren ließ. Sein Tod im Jahr 1619 beendete diese erste Bauphase, die Innocenzo, seine Schwester Isabella und sein Bruder Ercole durchführen ließen und die vom Sohn des Letzteren, dem Markgrafen Cornelio Malvasia, fortgesetzt wurde.
Der Artilleriegeneral der d’Estes Cornelio Malvasia liebte seine langen Aufenthalte in Panzano und nach dem Tod von Alfonso IV. d’Este ließ er sich dort ganz nieder. Als Astronom ließ er um 1650 im zentralen Turm der Burg ein gut ausgestattetes Observatorium errichten; dort führten einige der bekanntesten Astronomen der Zeit ihre Beobachtungen durch, darunter seine früheren Studienkollegen Giovanni Domenico Cassini und Geminiano Montanari. Auch der von der Astronomie begeisterte Herzog Francesco I. d’Este war oft in Panzano, um an den Aktivitäten teilzunehmen und die Instrumente zu betrachten, mit denen das Observatorium ausgestattet war: Genau hier erlebte er 1652 die Entdeckung des Kometen C/1652 Y1, der kurz vor Weihnachten erschien und von Malvasia und Corsini mit speziell gebauten Instrumenten beobachtet wurde.
Weitere Bauarbeiten, die Cornelio Malvasia durchführen ließ, umfassten das Kloster, die Kirche, die Sakristei und die Zellen für die Kapuzinerbrüder, die er im Gemüsegarten und dem Garten errichten ließ: Nicht selten zog er sich hierhin zum Gebet und zur Meditation zurück.

### 18. und 19. Jahrhundert
Am Ende der Umbauarbeiten an den alten Gebäuden, an denen immer noch einige fundamentale Elemente fehlten, wie z. B. die Türme, die Zinnen und die Schießscharten, wurden die neuen Wohngebäude in einem großen Bauernhof, der landwirtschaftliche Produktivität entwickelte, abgeschlossen: Es war, wie Capelli bestätigt, eine Art Übergang von einem Verteidigungsbauwerk zu einer Landresidenz für Adlige.
Die Palastburg behielt einige Merkmale der Feudalzeit bei, spiegelte aber ebenso die veränderten Absichten einer städtischen Bourgeoisie mit spezifischen Interessen im Zusammenhang mit der landwirtschaftlichen Tätigkeit wider; entscheidend für ihre Veränderung war unter anderem der Canal Torbido, in dessen Nähe der landwirtschaftliche Komplex wiederaufgebaut wurde. Der Kanal versorgte nicht nur die verschiedenen landwirtschaftlichen Anlagen (Mühle, Ölmühle, Sägewerk, Fischteich, Papiermühle) mit Wasser, sondern war auch ein wichtiger Verkehrsweg, über den die landwirtschaftlichen Produkte nach Bomporto und von dort aus nach Venedig gelangten. Ab 1735 fuhr man zuerst mit dem Abriss des Turms aus dem 17. Jahrhundert, den Monsignore Innocenzo Malvasia hatte bauen lassen, fort und dann mit der Neugestaltung der Fassade, die 1745 noch nicht abgeschlossen war. Das Resultat dieser Arbeiten zeigt ein Stich aus dem 18. Jahrhundert, der in der Stadtbibliothek im Palazzo dell’Archiginnasio in Bologna aufbewahrt wird und auf dem der neue Südeingang ebenso wie der zentrale Turm mit dem Observatorium und der Nordturm zu sehen ist, der später abgerissen wurde. Cesare vom Bologneser Zweig der Malvasias ließ einen Flügel im Herrenhof aufstocken und darin neue Wohnräume mit einem prächtigen Salon direkt anschließend an den Garten sowie drei fein dekorierten Zimmern schaffen. Sein Sohn Giuseppe, dem der Wiederaufbau der Kirche von Panzano 1787 zu verdanken ist, ließ die Gebäude der Burg im Norden der Anlage durch einen neuen Baukörper komplettieren, der dazu diente, den kleinen Konvent von Cornelio mit dem Herrenhof zu verbinden, und der als Stall, Scheune und Lagerhaus genutzt wurde. 1775 wurde schließlich der Fischteich in die Erde eingelassen, der im 16. Jahrhundert geschaffen worden war. Der Senator Giuseppe Malvasia, der besonders in politischen Angelegenheiten in Bologna engagiert war, nutzte nur selten die Gebäudeanlage in Panzano, was in der zweiten Hälfte des 18. Jahrhunderts zu Vermietungen führte, unter anderem an die Alumni des Collegio San Carlo in Modena, die hier zweimal ihre Sommerferien verbrachten. Kein weiterer baulicher Eingriff wurde bis 1867 durchgeführt, als mit dem Tod von Marc’Antonio die Zeit der Malvasias in Panzano endete.

### 20. Jahrhundert
Die Tochter von Marc’Antonio Malvasia, Eleonora, hatte den Markgrafen Alessandro Frosini geheiratet, sodass das Anwesen durch testamentarische Verfügung an diese Familie fiel. Nach wenig mehr als 10 Jahren wurde es an die Familie Larco aus Genua verkauft, die es über die Ehe von Francesca Larco mit dem Markgrafen Giuseppe Negrotto an diese Familie weitergaben. Giuseppe Negrotto kümmerte sich bis 1909 nicht nur um die Landwirtschaft, sondern vor allen Dingen um den Palast. Er ließ die Räume, in denen er üblicherweise residierte, neu dekorieren, insbesondere den Salon im Erdgeschoss neben der Küche, in dem heute noch an der Decke einige Seefahrerbilder erhalten sind. Auf einem dieser Bilder ist die Laterne zu erkennen, die Negrottos Geburtsstadt (Genua) symbolisiert. Im Herbst 1899 stürzte der Turm mit dem Observatorium des Grafen Cornelio Malvasia in der Mitte der Burg ein, was ihr ästhetisches Aussehen beeinträchtigte. Durch das Gewicht der im Turm gelagerten Getreidesäcke brach er plötzlich in sich zusammen; die Familie Negrotto blieb jedoch verschont, weil sie unmittelbar vorher mit ihrem Wagen die Anlage verlassen hatte, um zum allmorgendlichen Gottesdienst zu fahren.
Von den Negrottos fiel der Besitz des Anwesens an den Kavalier Giovanni Lombardini und von ihm 1917 an Giovanni Orlandini, der viele Jahre lang Eigentümer war, auch wenn er sich kaum um den Palast kümmerte. Im Zweiten Weltkrieg wurde der Palast erheblich beschädigt. Der heutige Besitzer hat den Innenhöfen wieder zu ihrem ursprünglichen Aussehen verholfen und Wartungsarbeiten veranlasst, die sich nach der langen Vernachlässigung nicht mehr verschieben ließen; vor allen Dingen öffnete er die Residenz für Kulturveranstaltungen, die regelmäßig Studenten und Interessierten die Möglichkeit bieten, die Anlage in einer zu ihrer alten Schönheit zurückgeführten Umgebung zu genießen.

## Automuseum
Das gesamte historische Gebäude gehört heute Mario Righini und beherbergt in seinem Inneren eine der bedeutendsten Sammlungen alter Autos in der Welt, die Collezione Righini.